# Tacaná
Der Tacaná ist mit 4067 m Höhe (in anderen Quellen werden bis zu 4093 m genannt) nach dem benachbarten Vulkan Tajumulco der zweithöchste Berg Zentralamerikas.

## Lage
Der Tacaná liegt im Westen Guatemalas an der Grenze zu Mexiko; er gehört noch zur ehemaligen Provinz Soconusco. Die Entfernung zur Pazifikküste beträgt etwa 50 km (Luftlinie). Der Vulkan bildet den nordwestlichen Endpunkt des mittelamerikanischen Teils der Gebirgskette der Sierra Madre de Chiapas mit ihren vielen Vulkanbergen (u. a. Atitlán, Fuego, Agua, Ilopango).

## Geologie
Der Tacaná ist ein immer wieder aktiver Stratovulkan, dessen letzte Ausbrüche in den Jahren 1855, 1878, 1903, 1949/50 und 1986 registriert wurden. Der Ausbruch im Jahr 1950 mit pyroklastischen Strömen war der stärkste in den letzten 500 Jahren.

## Klima
Aufgrund seiner Höhe erstrecken sich die Hänge des Berges über mehrere Klimazonen, die von beinahe tropischem Klima im unteren Bereich bis in die kühlen Bergregionen hinaufreichen. In seiner Gipfelzone finden sich drei Einsturzkrater (Caldera). Am Fuße des Tacaná – vor allem in der Umgebung der Stadt Unión Juárez – finden sich mehrere heiße Quellen (aguas calientes) und mehrere Kaffeeplantagen.

## Besteigung
Eine Besteigung des Tacaná ist von Sabinal, der Finca Navidad und Unión Juárez aus möglich. Die Dauer des Aufstiegs beträgt etwa 10 Stunden; bergab geht es deutlich schneller. Meist geht man kurz vor der Morgendämmerung los um am späten Nachmittag wieder im Hotel zu sein.

## Biosphärenreservat
Das von der mexikanischen Regierung eingerichtete Biosphärenreservat Tacaná umfasst eine Fläche von 63,78 km² und wurde im Jahre 2006 in die Liste der UNESCO-Biosphärenreservate aufgenommen.